# SCi (azienda)
SCi (inizialmente  The Sales Curve e in seguito Sales Curve Interactive) è stata un'azienda britannica di videogiochi attiva tra il 1988 e il 2009. Tra i suoi prodotti più noti ci sono le serie di Carmageddon e Conflict: Desert Storm.

## Storia

### Gli albori
L'azienda venne fondata nel 1988 da Jane Cavanagh, un ex esecutivo della Telecomsoft, una divisione della British Telecom, a seguito di un viaggio in Giappone che la convisse sulle potenzialità del mercato videoludico. Jane fondò l'azienda utilizzando solo del capitale personale, senza aiuti esterni né economici né nella guida dell'azienda, possendo il 100% delle azioni. A partire da maggio del 1990, fino al 1993, l'azienda iniziò pubblicare titoli sul mercato, utilizzando in un primo momento il marchio Storm - Sales Curve. È solo agli inizi del 1994 che l'azienda assunse il nome di Sales Curve interactive, abbreviato due anni più tardi in SCi Entertainment. Verso la fine del millennio, l'azienda riporta un giro d'affari pari che, nel 2003, raggiunge i 3,26 milioni di sterline, raddoppiando il fatturato rispetto all'anno precedente, complici anche le vendite del loro videogioco Conflict Desert Storm. Nel 2003 l'azienda acquista Pivotal Games Ltd., uno studio di sviluppo videoludico

### l'acquisizione da parte di Eidos
Nel 2005, la società è entrata in accordi con la Eidos Interactive, concludendo con l'acquisizione di quest'ultima da parte di SCi per la cifra di 103 milioni di sterline, in una trattavia iniziata ad aprile dello stesso anno e conclusasi con la fusione definitiva nel giugno del 2006. In seguito a ricambi interni dell'azienda proprietaria, gli esecutivi di SCi vennero messi a direzione della Eidos, in sostituzione di quelli precedenti, ormai fuori contratto. Nel febbraio dello stesso anno, SCi viene citata come la più grande compagnia di videogiochi della Gran Bretagna. Nel dicembre 2006 la Warner Bros. Entertainment iniziò una trattativa azionaria con Eidos-SCi per prelevarne parte delle azioni, trattativa conclusasi nel settembre successivo, dopo circa un anno, con l'acquisto del 10.3% della controllata SCi Games.
Nello stesso periodo viene ridimensionata la figura di Jane Cavanagh che nel 2006 cessa le sue funzioni presidenziali del gruppo diventandone l'amministratore delegato fino al 2008, anno in cui venne allontanata, assieme al marito, in toto dall'azienda. Con l'uscita di scena di Jane, da un anno nominata Ufficiale dell'Impero Britannico a seguito dei suoi servigi nell'industria videoludica, l'azienda decide di eliminare il marchio SCi, lasciando, di fatto, l'esistenza del solo marchio Eidos, ufficializzando il tutto il 3 dicembre 2008. Di fatti, l'ultimo titolo pubblicato sotto marchio unificato Eidos ma sviluppato dalla divisione SCi fu Battlestations: Midway   16 Febbraio 2007. L'azienda, guidata da Philip Timo Rogers e ormai de facto rinominata Eidos, si accorda nel marzo del 2009, al fine di poter essere acquisita da parte della sussidiaria europea della nipponica Square Enix.

## Videogiochi
Elenco probabilmente non esaustivo:
- Alfreds Adventure
- Aqua Aqua
- Carmageddon[30]
- Carmageddon II: Carpocalypse Now
- Carmageddon TDR 2000
- Conflict: Desert Storm
- Conflict: Desert Storm II
- Conflict: Global Storm
- Conflict: Vietnam
- Constantine
- Cool Bricks
- Cover Girl Strip Poker
- Cyberwar
- Futurama
- Galleon
- Gender Wars
- Gumball 3000
- Indy Heat
- Kingdom O' Magic
- Live Wire
- Mille Miglia
- Nebulus pubblicato anche su console Nintendo col nome di Castelian
- Rally Championship
- Rally Championship Xtreme
- Richard Burns Rally
- Rodland
- Rolling
- Saint Dragon
- Spellcross
- SWIV
- The Great Escape
- The Italian Job
- The Lawnmower Man
- Thunderbirds (2000)
- Thunderbirds: F.A.B. Action Pack (2001), raccolta di minigiochi e temi desktop per Windows
- Thunderbirds: International Rescue (2001)
- Total Overdose: A Gunslinger's Tale in Mexico